# Bishop Allen
Bishop Allen est un groupe de rock indépendant américain, originaire de Brooklyn, New York. Formé en 2003, le groupe compte un total de quatre albums, et 12 EP.

## Biographie

### Débuts etCharm School
Le groupe est formé en 2003 par deux amis, Justin Rice et Christian Rudder, qui assureront la base permanente du groupe. Ils sont assistés par d'autres musiciens et personnels techniques qui changent au gré des tournées ou des enregistrements. Le groupe tire son nom de la rue où vivaient les deux amis après leurs études, la Bishop Allen Drive à Cambridge, dans le Massachusetts.
Charm School est le premier album de Bishop Allen. Son enregistrement dure plus de deux ans, et est entièrement composé par Rice et Rudder. Ils enregistrent tous les instruments des 13 chansons eux-mêmes, en utilisant notamment des pistes de batterie préenregistrées. Les voix de Bonnie Schiff-Glenn et Kate Dollenmayer, ainsi que des ajouts de batterie de Coll Anderson vinrent finir l'album. Sorti en mai 2003, il est bien accueilli par les critiques, notamment par le magazine Rolling Stone, et le NPR's Weekend Edition.

### Nouveaux albums
Durant l'année 2006, Bishop Allen enregistre un EP par mois. Chacun est composé de quatre pistes, à l'exception de celui d'août, qui en contient 14. Une des chansons de l'EP de mars, March EP est utilisé dans un épisode de la série Scrubs. The Broken String, leur nouvel album, est publié en juillet 2007. Il contient la chanson qui est sûrement la plus connue à ce jour[réf. nécessaire], à savoir Click Click Click Click. La chanson Click Click Click Click fait d'ailleurs partie de la bande originale du film No Strings Attached. En 2009, ils publient un nouvel album intitulé Grrr....
En 2014, ils publient l'album Lights Out. Il est favorablement accueilli par la presse spécialisée avec une note générale de 66 % recensées sur 10 critiques.

## Discographie

### Albums studio
- 2003 : Charm School
- 2007 : The Broken String
- 2009 : Grrr...
- 2014 : Lights Out

### EP
- 2006 : 12 EPs (un pour chaque mois)

### Utilisation de leurs chansons
- Don't Hide Away est utilisée dans un épisode de Chuck (Chuck Versus the Ring: Part 2).
- You'll Never Find My Christmas est utilisée dans une publicité pour Target en 2010.
- Things are What You Make of Them est utilisée dans le film Saved! [5]
- Busted Heart et The Magpie sont utilisées dans  Private Romeo[6]